# Phenacephorus cornucervi
Phenacephorus cornucervi är en insektsart som beskrevs av Brunner von Wattenwyl 1907. Phenacephorus cornucervi ingår i släktet Phenacephorus och familjen Phasmatidae. Inga underarter finns listade i Catalogue of Life.